# Liste der Landschaftsschutzgebiete im Landkreis Traunstein
Im Landkreis Traunstein gibt es zehn Landschaftsschutzgebiete. (Stand: November 2018)

## Hinweise zu den Angaben in der Tabelle
- Gebietsname: Amtliche Bezeichnung des Schutzgebietes
- Bild/Commons: Bild und Link zu weiteren Bildern aus dem Schutzgebiet
- LSG-ID: Amtliche Nummer des Schutzgebietes
- WDPA-ID: Link zum Eintrag des Schutzgebietes in der World Database on Protected Areas
- Wikidata: Link zum Wikidata-Eintrag des Schutzgebietes
- Ausweisung: Datum der Ausweisung als Schutzgebiet
- Gemeinde(n): Gemeinden, auf denen sich das Schutzgebiet befindet
- Lage: Geografischer Standort
- Fläche: Gesamtfläche des Schutzgebietes in Hektar
- Flächenanteil: Anteilige Flächen des Schutzgebietes in Landkreisen/Gemeinden, Angabe in % der Gesamtfläche
- Bemerkung: Besonderheiten und Anmerkungen

Bis auf die Spalte Lage sind alle Spalten sortierbar.
| Gebietsname | Bild/Commons   | LSG-ID       | WDPA-ID | Wikidata  | Ausweisung | Gemeinde(n) | Lage     | Fläche ha | Flächenanteil                                               | Bemerkung                   |
| --- | -------------- | ------------ | ------- | --------- | ---------- | ----------- | -------- | --------- | ----------------------------------------------------------- | --------------------------- |
| LSG Moorseen bei Schnaitsee |                | LSG-00306.01 | 395785  | Q59643844 | 1979       |             | Position | 102,37    | Landkreis Traunstein (100 %)                                |                             |
| LSG Oberes Alztal | weitere Bilder | LSG-00431.01 | 395939  | Q59643416 | 1989       |             | Position | 998,11    | Landkreis Traunstein (100 %)                                |                             |
| LSG Ponlachgraben mit angrenzenden Laubwaldteilen                                                                                   | weitere Bilder | LSG-00398.01 | 395906  | Q59643838 | 1987       |             | Position | 11,16     | Landkreis Traunstein (100 %)                                |                             |
| LSG Tüttensee | weitere Bilder | LSG-00456.01 | 395964  | Q59651104 | 1991       |             | Position | 66,6      | Landkreis Traunstein (100 %)                                |                             |
| LSG Weidsee | weitere Bilder | LSG-00404.01 | 395912  | Q59643845 | 1987       |             | Position | 101,26    | Landkreis Traunstein (100 %)                                |                             |
| Schutz der Umgebung des Naturschutzgebietes Mettenhamer Filz im Landkreis Traunstein                                                |                | LSG-00057.01 | 395484  | Q59643448 | 1955       |             | Position | 83,89     | Landkreis Traunstein (100 %)                                |                             |
| Schutz des Chiemsees, seiner Inseln und Ufergebiete in den Landkreisen Rosenheim und Traunstein als LSG (Chiemsee-Schutzverordnung) | weitere Bilder | LSG-00396.01 | 395904  | Q59643826 | 1986       |             | Position | 12125,52  | Landkreis Rosenheim (17,4 %), Landkreis Traunstein (82,6 %) |                             |
| Schutz des Leitgeringer Sees und der ihn umgebenden Landschaft                                                                      | weitere Bilder | LSG-00236.01 | 395712  | Q59651078 | 1972       |             | Position | 85,12     | Landkreis Traunstein (100 %)                                |                             |
| Schutz des Waginger und Tachinger Sees und der umliegenden Landschaft                                                               | weitere Bilder | LSG-00237.01 | 395713  | Q59643730 | 1972       |             | Position | 2350,96   | Landkreis Traunstein (100 %)                                | Waginger See, Tachinger See |
| Schutz eines Landschaftsstreifens beiderseits der Bundesstraße 305 (Alpenstraße) im Abschnitt Zwing-Sichertsau und des Rauschberges | weitere Bilder | LSG-00079.01 | 395501  | Q59643791 | 1956       |             | Position | 1551,57   | Landkreis Traunstein (100 %)                                |                             |